# スクラップ (テレビドラマ)
『スクラップ』はTBS系列の月曜21時連続ドラマ枠で1989年4月3日から同年6月26日まで放送されていたテレビドラマ。主演は世良公則。全13回。

## 概要
結婚詐欺師の女性（石田えり）と詐欺・窃盗罪の男性（世良公則）が身寄りのない万引き常習犯の幼い男児と暮らすことになった、「模擬家族」をテーマにした作品。
当時『ものまね四天王』で人気があった栗田貫一が劇中で桑田佳祐や細川たかしのものまねを披露していたのもこのドラマの特徴でもあった。
長らく再放送はされていなかったが、2014年7月16日からTBSチャンネル1で「世良公則特集」の一環として全話一挙再放送された。

## あらすじ
詐欺罪で刑務所から出所したばかりの谷川辰也は、謎の男女からある提案を持ちかけられた。辰也に自動車修理工場を任せるかわりに、男児を一人預かってほしいと持ちかけられるのだった。その男児の名は豊島龍一。
一方、結婚詐欺で執行猶予になったばかりの岩崎怜子も、例の男女に声をかけられ、男と男児と3人で暮らして欲しいと頼まれていたのだ。無論、怜子は断ったが、彼らが自身の余罪について知っていることが分かり、承諾せざるを得なかった。
こうして、達也・怜子・龍一の“模擬家族”生活が始まった―。

## キャスト
- 谷川辰也：世良公則

前科数犯の男、自動車整備工。
- 岩崎怜子：石田えり

結婚詐欺師。
- 豊島龍一：富田晋寛（子役）

宮城県から出てきた小学生
- 八郎：石倉三郎
- 立川巡査：栗田貫一
- 嶋大輔
- 松澤一之
- 城之内ミサ
- 岳次郎：岡田眞澄　他

## スタッフ
- 脚本：横田与志
- 音楽：城之内ミサ
- 主題歌：城之内ミサ「ある晴れた日に」
- 挿入歌：世良公則「SCRAP」
- プロデューサー：柳井満
- 演出：清弘誠（第1話のみ）・柳井満
- スタジオ：緑山スタジオ・シティ
- ロケ協力：京浜急行電鉄
- 制作著作：TBS

## サブタイトル
| 各話   | 放送日        | サブタイトル         | 演出   |
| ------ | ------------- | -------------------- | ------ |
| 第1話  | 1989年4月3日  | サギ師VS万引き少年   | 清弘誠 |
| 第2話  | 1989年4月10日 | 万引きの心得         | 柳井満 |
| 第3話  | 1989年4月17日 | サイコロ一家         | 柳井満 |
| 第4話  | 1989年4月24日 | 盗みの天才           | 柳井満 |
| 第5話  | 1989年5月1日  | ヒミツ作戦第一号     | 柳井満 |
| 第6話  | 1989年5月8日  | ダマシのテクニック   | 柳井満 |
| 第7話  | 1989年5月15日 | 表彰された万引き少年 | 柳井満 |
| 第8話  | 1989年5月22日 | 三人寄れば1億円      | 柳井満 |
| 第9話  | 1989年5月29日 | ボクのお母さん       | 柳井満 |
| 第10話 | 1989年6月5日  | 男のケジメつけます   | 柳井満 |
| 第11話 | 1989年6月12日 | 誘拐                 | 柳井満 |
| 第12話 | 1989年6月19日 | 百億の絵を狙え!      | 柳井満 |
| 最終話 | 1989年6月26日 | ある晴れた日に       | 柳井満 |